# Sti skia tou fovou
Sti skia tou fovou é um filme de drama grego de 1988 dirigido e escrito por Giorgos Karypidis. Foi selecionado como representante da Grécia à edição do Oscar 1989, organizada pela Academia de Artes e Ciências Cinematográficas.

## Elenco
- Giorgos Konstas